# الأقاليم الجنوبية (المغرب)
الصحراء المغربية أو الأقاليم الجنوبية للمملكة المغربية الشريفة (باللغات الأمازيغية: ⵜⴰⵙⴳⵉⵡⵉⵏ ⵏ ⵉⴼⴼⵓⵙ ⵏ ⵍⵎⵖⵔⵉⴱ) هو الاسم الرسمي الذي يطلق على الجهات الجنوبية في المغرب.
تشمل الأقاليم الجنوبية للمملكة المغربية الشريفة جهة كلميم واد نون، التي تضم كل من إقليم كلميم، وإقليم طانطان، وإقليم آسا الزاك، ثم إقليم سيدي إفني؛ وجهة العيون الساقية الحمراء، وتضم إقليم العيون، وإقليم بوجدور، وإقليم السمارة، وإقليم طرفاية؛ إضافة إلى جهة الداخلة وادي الذهب، والتي تضم إقليميْ وادي الذهب وأوسرد.
في عام 2015، أطلق جلالة الملك محمد السادس حفظه الله ونصره برنامج تنمية للأقاليم الجنوبية يشمل 685 مشروعًا بتكلفة تُقدَّر بـ80 مليار درهم، موزعة على قطاعات الفوسفاط، والطاقات المتجددة، والبنية التحتية، والمياه. وفي مارس 2025، تم الإعلان عن مشاريع جديدة في مجال الهيدروجين الأخضر بقيمة 319 مليار درهم، وذلك بشراكة مع مستثمرين دوليين.
تؤكد المملكة المغربية التزامها بمنح حكم ذاتي موسع للأقاليم الجنوبية في إطار السيادة الوطنية، مع التركيز على تعزيز التنمية المندمجة كنموذج لتحقيق العيش الكريم، كما ورد في خطاب العرش لسنة 2014. ويرتكز ذلك على تحسين الجاذبية الاقتصادية، وتشجيع المبادرات الخاصة، فضلًا عن حماية الموروث الحساني.

## تاريخ
في خطاب العرش لسنة 2014، خاطب الملك محمد السادس الشعب المغربي قائلاً: «نؤكد التزامنا بمبادرتنا بتخويل أقاليمنا الجنوبية حكما ذاتيا، وهي المبادرة التي أكد مجلس الأمن مرة أخرى، في قراره الأخير، جديتها ومصداقيتها. غير أننا لن نرهن مستقبل المنطقة، بل سنواصل أوراش التنمية والتحديث بها، وخاصة من خلال المضي قدما في تفعيل النموذج التنموي لأقاليمنا الجنوبية، بما يقوم عليه من مقاربة تشاركية، وحكامة جيدة، ومن برامج متكاملة ومتعددة الأبعاد، كفيلة بتحقيق التنمية المندمجة.
كما أننا مقبلون على إقامة الجهوية المتقدمة بمختلف مناطق المملكة، وفي مقدمتها أقاليمنا الجنوبية، بما تتيحه من احترام للخصوصيات الجهوية، ومن تدبير ديمقراطي من قبل سكان المنطقة لشؤونهم المحلية في إطار المغرب الموحد للجهات.».

## النموذج التنموي للصحراء المغربية
وهو النموذج الذي أعطاه جلالة الملك محمد السادس حفظه الله وايده إنطلاقته بخطابه في سنة 2015 من مدينة العيون بمناسبة الذكرى الأربعين لإنطلاق المسيرة الخضراء، حيث دعا الملك محمد السادس إلى تفعيل هذا النموذج التنموي الجديد للأقاليم الجنوبية المغربية، وتعبئة كل الوسائل المتاحة لإنجاز أوراشه الكبرى، ومشاريعه الإجتماعية والصحية والتعليمية بالجهات الثلاثة المُكونة للأقاليم الجنوبية. ويشتمل برنامج تنمية الأقاليم الجنوبية (2015-2021) على 685 مشروعاً بغلاف مالي إجمالي قدره 80 مليار درهم. يتوزع على القطاعات التالية:
- الفوسفاط
- الطاقات المتجددة
- البنيات التحتية الكهربائية
- البنيات التحتية الطرقية
- الموانئ
- الماء والماء الصالح للشرب والتطهير
- الهيدروكاربوات والمعادن
- الصيد البحري وقرى الصيد
- الفلاحة
- التأهيل الحضري
- القطاعات الإجتماعية
- المياه والغابات، المطارات، المجال الرقمي
- السياحة

وتتوزع هذه المشاريع حسب الجهات كالتالي: جهة كلميم واد نون (251 مشروع)، جهة العيون الساقية الحمراء (255 مشروع)، جهة الداخلة وادي الذهب (137 مشروع).
- مقتطف من خطاب الملك محمد السادس في سنة 2015، بمناسبة الذكرى الأربعين لإنطلاق المسيرة الخضراء:

«إن تطبيق النموذج التنموي للأقاليم الجنوبية المغربية ، يجسد وفاءنا بإلتزاماتنا تجاه المواطنين بأقاليمنا الجنوبية، بجعلها نموذجا للتنمية المندمجة. كما نريده دعامة لترسيخ إدماجها، بصفة نهائية في الوطن الموحد، وتعزيز إشعاع الصحراء كمركز اقتصادي، وصلة وصل بين المغرب وعمقه الإفريقي. لذا قررنا، بعون الله وتوفيقه، تعبئة كل الوسائل المتاحة لإنجاز عدد من الأوراش الكبرى، والمشاريع الإجتماعية والصحية والتعليمية بجهات العيون الساقية الحمراء، والداخلة وادي الذهب، وكلميم واد نون.»
- 06 مارس 2025، أعلنت الحكومة المغربية عن مشاريع بقيمة 319 مليار درهم في الصحراء المغربية في مجال الهيدروجين الأخضر [4] [5] [6] ، المشاريع منحت لمستثمرين مغاربة وأجانب من أمريكا وألمانيا وإسبانيا وفرنسا والإمارات والسعودية والصين. [7] [8] [9] [10] [11] [12]

ابدت البوليساريو انزعاجها من هذا التصاعد في إيقاع الاستثمار والتنمية في الأقاليم الجنوبية المغربية، وهو الامر الذي يشكل تهديدًا مباشرًا لخطاباتها السياسية والعسكرية التي تدّعي وجود حرب فعلية في الصحراء.

## التقسيم الإداري
التقسيم الإداري للأقاليم الجنوبية المغربية:
لهي تلات جهات حسانية
جهة كلميم واد نون لهي ضمن التراب المغربي معترف بها دوليا.
و جهة عيون الساقية الحمراء و جهة الداخلة واد الذهب.

### جهة كلميم واد نون
- إقليم كلميم
- إقليم طانطان
- إقليم آسا الزاك
- إقليم إفني

### جهة العيون الساقية الحمراء
- إقليم العيون
- إقليم بوجدور
- إقليم السمارة
- إقليم طرفاية

### جهة الداخلة وادي الذهب
- إقليم وادي الذهب
- إقليم أوسرد